# انتونی وال (فیلمساز)
انتونی وال (انگلیسی: Anthony Wall; ۱۹۵۱ (۷۳–۷۴ سال) – ) فیلم‌سازی اهل بریتانیا بود.
وی همچنین برندهٔ جوایزی همچون جوایز امی شده‌است.